# Sharp-P
Die Komplexitätsklasse #P (englische Aussprache Sharp-P oder Number-P) ist eine Klasse von sogenannten Zählproblemen (im Gegensatz zu den meist betrachteten Komplexitätsklassen, die Entscheidbar behandeln). Viele #P-Probleme sind eng verwandt mit den zugehörigen NP-Problemen.
Die Klasse wurde 1979 von Leslie Valiant eingeführt.

## Definition
Ein Problem ist in der Klasse #P, wenn eine nichtdeterministische Turingmaschine existiert, die polynomiell zeitbeschränkt ist und für jede Instanz {\displaystyle I} des Problems genau so viele akzeptierende Berechnungspfade hat, wie es Lösungen zu der Instanz {\displaystyle I} gibt.

## Beispiel
Ein bekanntes Entscheidungsproblem aus NP ist das Erfüllbarkeitsproblem der Aussagenlogik (SAT):
- Existiert zu einer gegebenen aussagenlogischen Formel eine erfüllende Variablenbelegung?

Das zugehörige Zählproblem aus #P wird mit #SAT bezeichnet und lautet:
- Wie viele erfüllende Variablenbelegungen gibt es zu einer gegebenen aussagenlogischen Formel?

## Eigenschaften
Nach dem Satz von Toda reichen deterministische polynomiell zeitbeschränkte Turingmaschinen, die eine einzige Orakel-Anfrage an ein Problem aus #P stellen dürfen, um die Sprachen in PH zu entscheiden. Dies ist ein Hinweis für die enorme Schwierigkeit, #P-Probleme exakt zu lösen. Andererseits kann in polynomiellem Platz der Berechnungsbaum einer nichtdeterministischen, polynomiell zeitbeschränkten Turingmaschine vollständig durchsucht werden, so dass sich alle #P-Probleme in polynomiellen Platz berechnen lassen. Damit lässt sich #P wie folgt in Beziehung zu anderen wichtigen Komplexitätsklassen setzen:
P ⊆ NP ⊆  PH ⊆ P#P ⊆ PSPACE
Da #P die Komplexitätsklasse NP enthält sind sie mindestens so schwer zu lösen.

## Liste einiger #P-vollständiger Probleme
- #SAT
- Anzahl der perfekten Matchings eines bipartiten Graphen

Diese Tatsache ist besonders interessant, weil das zugehörige Entscheidungsproblem (Existenz von perfekten Matchings in bipartiten Graphen) deterministisch in polynomieller Zeit lösbar ist (also in P ist).
- Gibt es ein perfektes Matching in einem allgemeinen Graphen ? Das Problem ist auch in P lösbar.[3]
- Permanente (einer 0-1-Matrix)
- Anzahl der linearen Erweiterungen einer partiellen Ordnung.